# Бонґарт (Вомбжезький повіт)
Бонґарт (пол. Bągart) — село в Польщі, у гміні Плужниця Вомбжезького повіту Куявсько-Поморського воєводства.
Населення — 62 особи (2011).
У 1975-1998 роках село належало до Торунського воєводства.

## Демографія
Демографічна структура станом на 31 березня 2011 року:
|          | Загалом | Допрацездатний вік | Працездатний вік | Постпрацездатний вік |
| -------- | ------- | ------------------ | ---------------- | -------------------- |
| Чоловіки | 29      | 11                 | 15               | 3                    |
| Жінки    | 33      | 8                  | 20               | 5                    |
| Разом    | 62      | 19                 | 35               | 8                    |